# Tachina persica
Tachina persica là một loài ruồi trong họ Tachinidae.